# Tina Gustafsson
Tina Gustafsson (Suecia, 30 de septiembre de 1962) es una nadadora sueca retirada especializada en pruebas de estilo libre, donde consiguió ser subcampeona olímpica en 1980 en los 4 x 100 metros.

## Carrera deportiva
En los Juegos Olímpicos de Moscú 1980 ganó la medalla de plata en los relevos de 4 x 100 metros estilo libre, con un tiempo de 3:48.93 segundos, tras la República Democrática Alemana (oro) y por delante de Países Bajos (bronce), siendo sus compañeras de equipo las nadadoras: Carina Ljungdahl, Agneta Mårtensson, Agneta Eriksson, Birgitta Jönsson y Helena Peterson.